# Estany de L'Esparver
L'estany de l'Esparver est un lac naturel situé dans le site classé des Bouillouses dans les Pyrénées-Orientales. Situé aux pieds du grand et du petit Péric. C'est un lac aux eaux limpides et apprécié des pêcheurs sportifs en raison des grosses pièces qui s'y trouvent.